# Luis Islas
Luis Alberto Islas (ur. 22 grudnia 1965 w Buenos Aires. Były bramkarz argentyński.
Islas rozpoczął karierę bramkarską na początku lat 80. w Chacarita Juniors. Bronił wówczas również bramki młodzieżowej reprezentacji Argentyny, która zdobyła srebro na Mistrzostwach Świata U-20 w 1983. Z powodu swojego temperamentu zyskał przezwisko „el loco” („szalony”).
W 1982 roku Islas przeszedł do Estudiantes La Plata, które pozbyło się innego golkipera Juana Carlosa Delmenico. Tam występował na przemian z Carlosem Bertero i zdobył Mistrzostwo Argentyny w 1983.
Islas był drugim bramkarzem reprezentacji, gdy ta zdobyła mistrzostwo świata 1986. Niezadowolony z ciągłej roli zmiennika Nery'ego Pumpido, zrezygnował z występów w kadrze tuż przed mundialem w 1990. Cała ironia polega na tym, że Pumpido doznał kontuzji w drugim meczu turnieju, co pozwoliło Sergio Goycochei wskoczyć do argentyńskiej bramki. Został on ponadto wybrany najlepszym golkiperem imprezy. Po mistrzostwach Islas wrócił do drużyny narodowej, za której sterami stał Alfio Basile. Szybko został pierwszym bramkarzem zespołu z powodu słabych występów Goycochei podczas eliminacji do mistrzostw świata 1994.
Zakończył karierę w 2003 po 241 meczach w barwach Independiente. Islas trenował od listopada 2006 do maja 2007 argentyński Club Almagro, co było poprzedzone krótkim okresem w Boliwii. Po zakończeniu pracy z „El Tricolor” zdecydował się na powrót do tego kraju, gdzie do września 2007 prowadził Club Aurora.

## Sukcesy
- Copa América 1993 z Argentyną
- Clausura 1994 – z Independiente
- Supercopa 1994 – z Independiente
- Recopa 1995 – z Independiente